# Konstantin Bodin
Konstantin Bodin (Montenegrijns: Константин Бодин; Bulgaars: Константин Бодин) was de zoon van Mihailo Vojislavljević en was van 1081 tot 1101 koning van Montenegro. Onder zijn heerschappij kende het koninkrijk Dioclitië zijn grootste uitdeining. Hij regeerde over Dioclitië en de Kustlanden (Zuid-Montenegro, Herzegovina, Zuid-Dalmatië), Rascië (West-Servië, Noord-Montenegro) en Bosnië (Centraal- en Oost-Bosnië), en won verscheidene wijde gebieden aan de Donau en in Albanië tot bij Tirana. Hij slaagde er als eerste in alle Servische stammen te verenigen in één staat. Onder Konstantin Bodin werd in 1089 een eigen rooms-katholiek aartsbisdom gesticht, met de zetel in Bar. In 1101 volgde zijn broer Dobroslav hem op.